# Jacques Philippe Marie Binet
Jacques Philippe Marie Binet   (Rennes, 2 de febrer de 1786 - París, 12 de maig de 1856) fou un matemàtic francès.

## Vida i Obra
El pare de Binet era arquitecte, mentre que la família de la seva mare tenia una indústria de ceràmica. Això va permetre al matrimoni donar una bona educació a tots els seus fills. Jacques Binet va estudiar a l'escola de Rennes fins al seu ingrés a l'École Polytechnique el 1804, escola en la que es va graduar el 1806, ingressant immediatament al Cos d'Enginyers de Ponts i Carreteres. Va ser nomenat professor auxiliar d'aquesta escola el 1807 i en els anys successius va anar tenint posicions més rellevants, fins que en va ser director d'estudis des de 1816 fins a 1830, quan va ser destituït pel seu recolzament a la derrocada monarquia de Carles X.
També va ser professor des de 1808 de l'École des Ponts et Chaussées i des de 1823 del Collège de France en què va substituir Delambre en la càtedra d'astronomia.
El 1843 va ser escollit membre de l'Acadèmia Francesa de les Ciències, de la que serà nomenat president el 1855, tot i que no arribarà a exercir per la seva mort uns mesos després.
Binet va publicar els seus primer articles el 1809-1810 a la revista de l'École Polytechnique, sota la supervisió d'Hachette. En tota la seva vida, va publicar una seixantena d'articles, sobre matrius, teoria de nombres, geometria i càlcul diferencial. També va abordar alguns temes astronòmics, entre els quals destaca el seu treball sobre el pèndol de Foucault (1851).

## Fórmula de Binet pels nombres de Fibonacci
Aquesta fórmula proporciona el {\displaystyle n^{\text{esim}}} terme de la successió de Fibonacci sense haver d'utilitzar procediments recursius. Com és sabut, els nombres de Fibonacci es defineixen recursivament per la fórmula:
- {\displaystyle u_{n}=u_{n-1}+u_{n-2},{\text{ per a }}n>1,\,}

en la que
- {\displaystyle u_{0}=0\,}
- {\displaystyle u_{1}=1\,}

Binet va trobar una fórmula general per calcular qualsevol nombre de Fibonacci:
{\displaystyle u_{n}={\frac {(1+{\sqrt {5}})^{n}-(1-{\sqrt {5}})^{n}}{2^{n}{\sqrt {5}}}}}
Això va posar en relleu les relacions entre la sèrie de Fibonacci i la secció àuria.